# Taylor Sheesh
John Mac Lane Coronel (sinh ngày 29 tháng 11 năm 1994), thường được biết đến với nghệ danh Taylor Sheesh, là một drag queen người Philippines nổi danh vì đóng giả ca sĩ kiêm nhạc sĩ người Mỹ Taylor Swift. Sau khi mở màn cho các thí sinh của cuộc thi RuPaul's Drag Race tại Philippines, Sheesh đã bắt đầu đóng giả Swift một cách chuyên nghiệp kể từ năm 2017.
Sheesh trở nên nổi tiếng trong nước và quốc tế vào năm 2023 sau khi các video về buổi biểu diễn miễn phí mô phỏng chuyến lưu diễn hòa nhạc năm 2023–2024 của Swift có tên The Eras Tour tại các trung tâm thương mại ở các thành phố của Philippines như Thành phố Quezon, Cebu, Taguig và Vùng đô thị Manila được lan truyền trên mạng xã hội. Nhiều ấn phẩm đã mô tả Sheesh là "người đóng giả Taylor Swift hàng đầu của Philippines" và các buổi biểu diễn của cô ấy như một trải nghiệm thay thế cho Eras Tour.